# Çay (district)
Çay is een Turks district in de provincie Afyonkarahisar en telt 35.876 inwoners (2007). Het district heeft een oppervlakte van 866,99 km².
De bevolkingsontwikkeling van het district is weergegeven in onderstaande tabel.

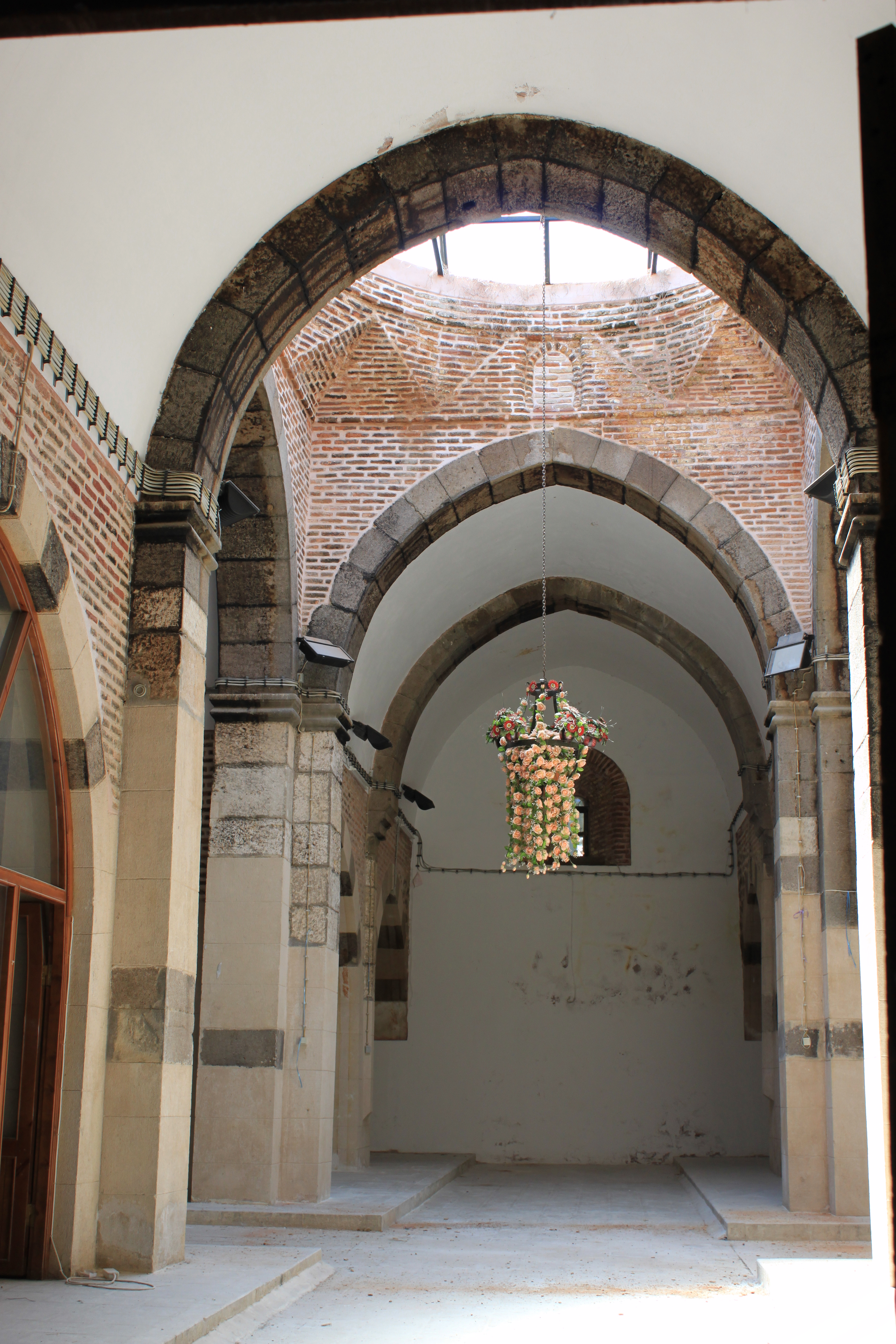
Çay; Seljuk Kervansaray; Interior. Gebouwd in 1278 door generaal Ebûl Mucahit bin Yakup onder Sultan Kai Khosrau III.

| 1997   | 2000   | 2007   |
| ------ | ------ | ------ |
| 48.662 | 45.635 | 35.876 |